# 紀友則

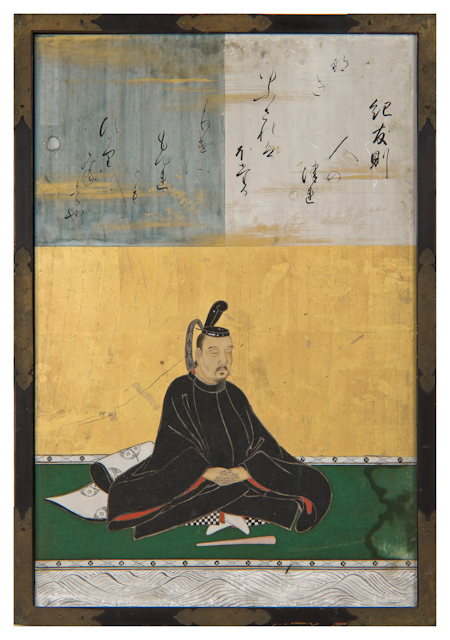
紀友則（狩野探幽『三十六歌仙額』）

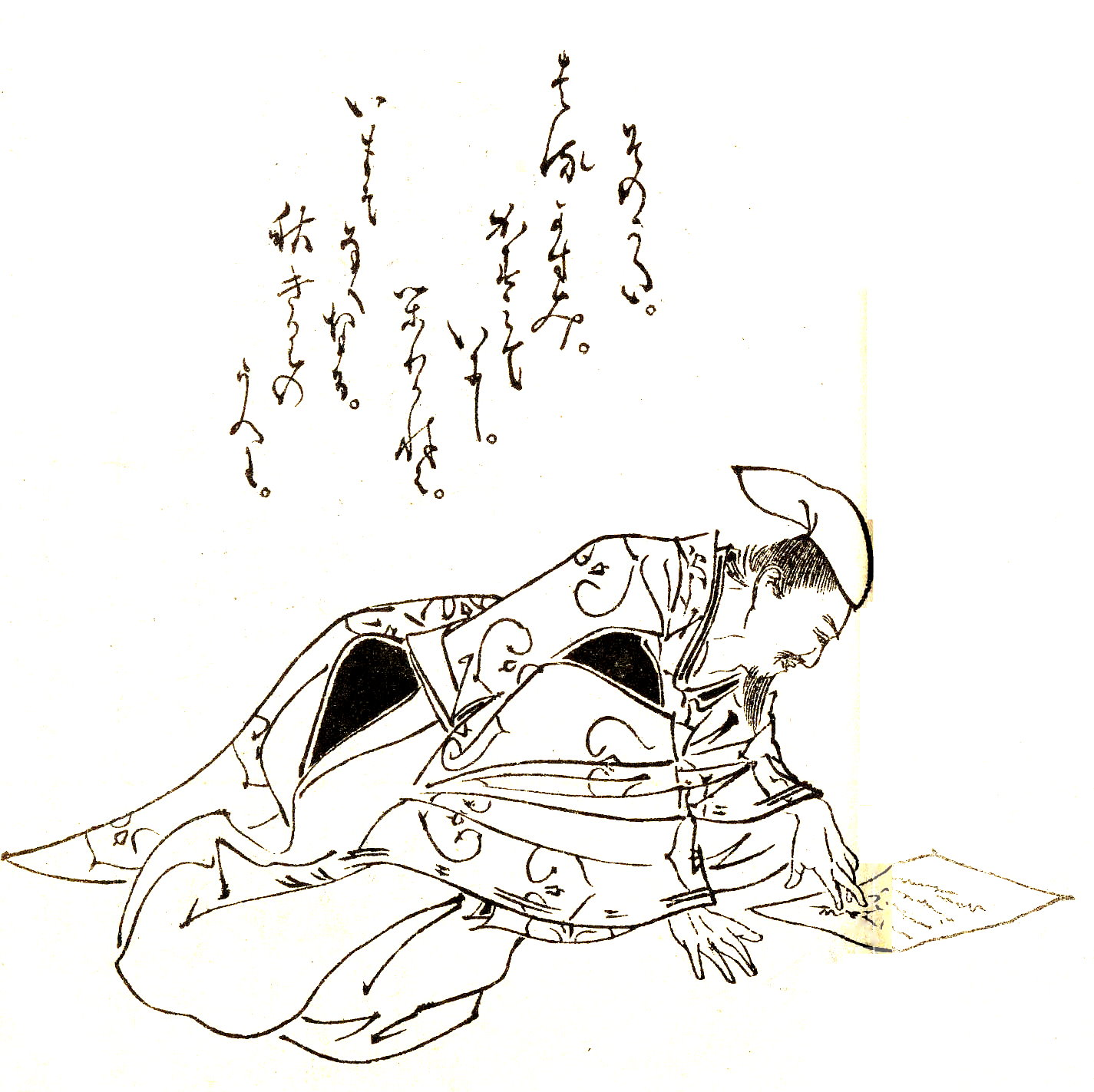
紀友則（菊池容斎『前賢故実』）

紀 友則（き の とものり）は、平安時代前期の官人・歌人。宮内権少輔・紀有友（有朋）の子。官位は六位・大内記。三十六歌仙の一人。

## 経歴
40歳過ぎまで無官であったが、和歌には巧みで多くの歌合に出詠している。寛平9年（897年）に土佐掾、翌昌泰元年（898年）に少内記、延喜4年（904年）に大内記に任ぜられる。
紀貫之（従兄弟にあたる）・壬生忠岑と共に『古今和歌集』の撰者となったが、完成を見ずに没した。『古今和歌集』巻16に友則の死を悼む貫之・忠岑の歌が収められている。
『古今和歌集』の45首を始めとして、『後撰和歌集』『拾遺和歌集』などの勅撰和歌集に計64首入集している。歌集に『智則集』がある。

## 逸話
寛平年間に禁中で行われた歌合に参加した際、友則は左列にいて「初雁」という秋の題で和歌を競うことになった。そこで「春霞かすみて往にし雁がねは今ぞ鳴くなる秋霧の上に（=春霞にかすんで飛び去った雁が、今また鳴くのが聞こえる。秋霧の上に）」と詠んだ。右列の者たちは「春霞」という初句を聞いたときに季節が違うと思って笑ったが、第二句以下の展開を聞くに及んで、逆に面目なく感じ黙り込んでしまった。そして、これが友則の出世のきっかけになったという。なお、この歌は『古今和歌集』秋上では「題しらず よみ人しらず」とされている。

## 代表歌
- 「久方の ひかりのどけき 春の日に しづ心なく 花のちるらむ」（『古今和歌集』）

この歌は国語の教科書に広く採用されており、百人一首の中で最も有名な歌の一つである。

## 官歴
『古今和歌集目録』による。
- 寛平9年（897年） 正月11日：土佐掾
- 寛平10年（898年） 正月29日：少内記
- 延喜4年（904年） 正月25日：大内記

## 系譜
- 父：紀有友
- 母：不詳
- 生母不明の子女
  - 男子：紀清正
  - 男子：紀房則